# Planet Mu

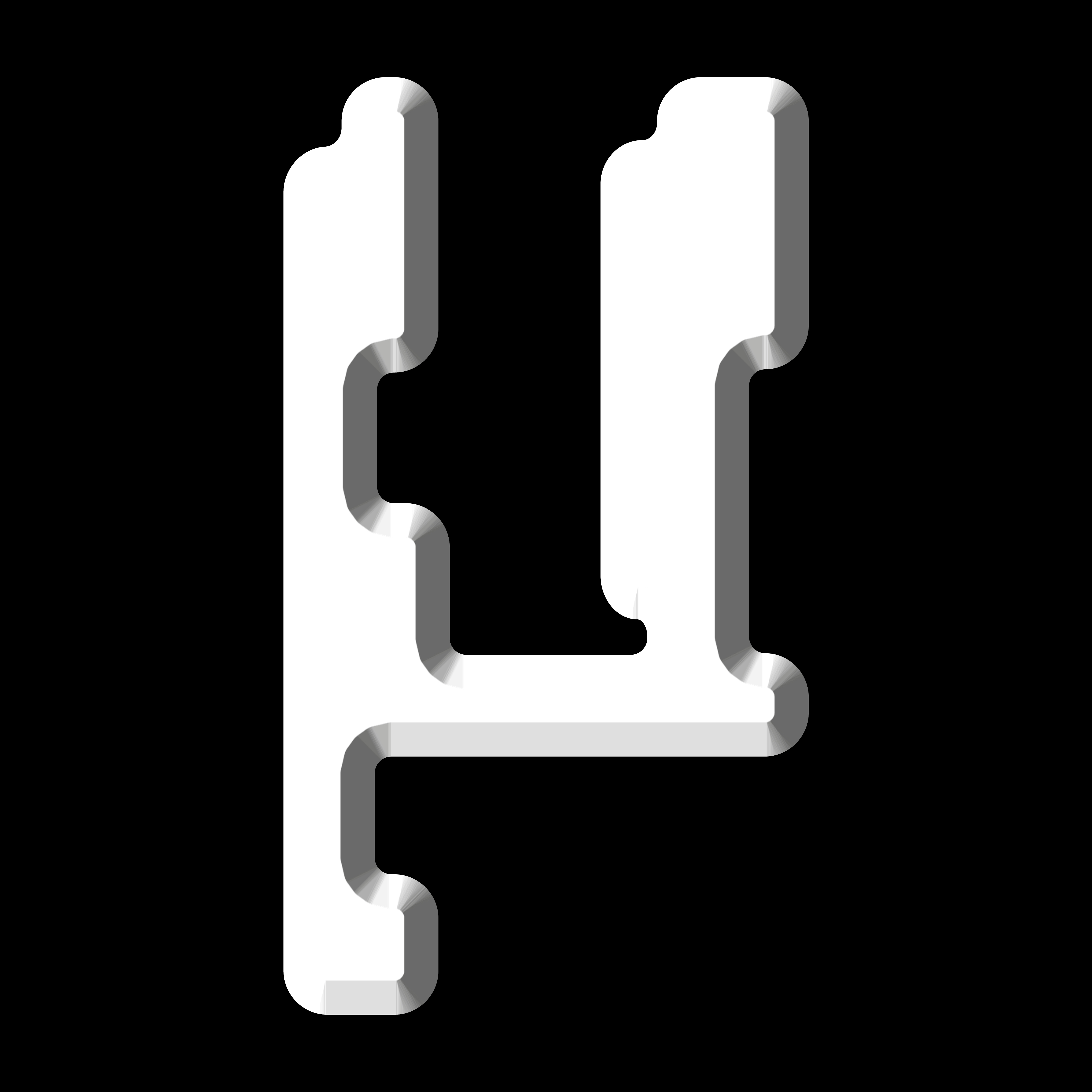
Planet Mu Logo

Planet µ é uma gravadora de música eletrônica dirigida por Mike Paradinas (também conhecido como µ-Ziq). Funcionava em Worcester até março de 2007, então se mudou para Londres e depois foi realocada em Broadstairs. O selo começou como um subdisiário da Virgin Records, mas em 1998 Mike o tornou independente da Virgin.